# Regering-Buffet
De regering-Buffet was van 10 maart 1875 tot 22 februari 1876 de regering van Frankrijk. De regering stond onder leiding van premier Louis Joseph Buffet.
Het bestond uit:
- Louis Joseph Buffet - Vicepresident van de Raad (premier) en minister van Binnenlandse Zaken
- Louis, duc Decazes - Minister van Buitenlandse Zaken
- Ernest Courtot de Cissey - Minister van Defensie
- Léon Say - Minister van Financiën
- Jules Armand Dufaure - Minister van Justitie en Grootzegelbewaarder
- Louis Raymond de Montaignac de Chauvance - Minister van Marine en Koloniën
- Henri-Alexandre Wallon - Minister van Onderwijs, Schone Kunsten en Kerkelijke Zaken
- Eugène Caillaux - Minister van Openbare Werken
- Marie Camille Alfred, vicomte de Meaux - Minister van Landbouw en Handel